# Ligüerre de Cinca
Ligüerre de Cinca (aragonesisch Ligüerre d'a Cinca) ist ein spanischer Ort im Pyrenäenvorland in der Provinz Huesca der Autonomen Gemeinschaft Aragonien. Die ehemals selbständige Gemeinde Ligüerre de Cinca wurde 1834 zu Abizanda eingemeindet. Der Ort, am westlichen Ufer des Cinca gelegen, hatte im Jahr 2015 zwei Einwohner.

## Geschichte
Der Ort wurde im Jahr 1069 erstmals urkundlich erwähnt.

## Sehenswürdigkeiten

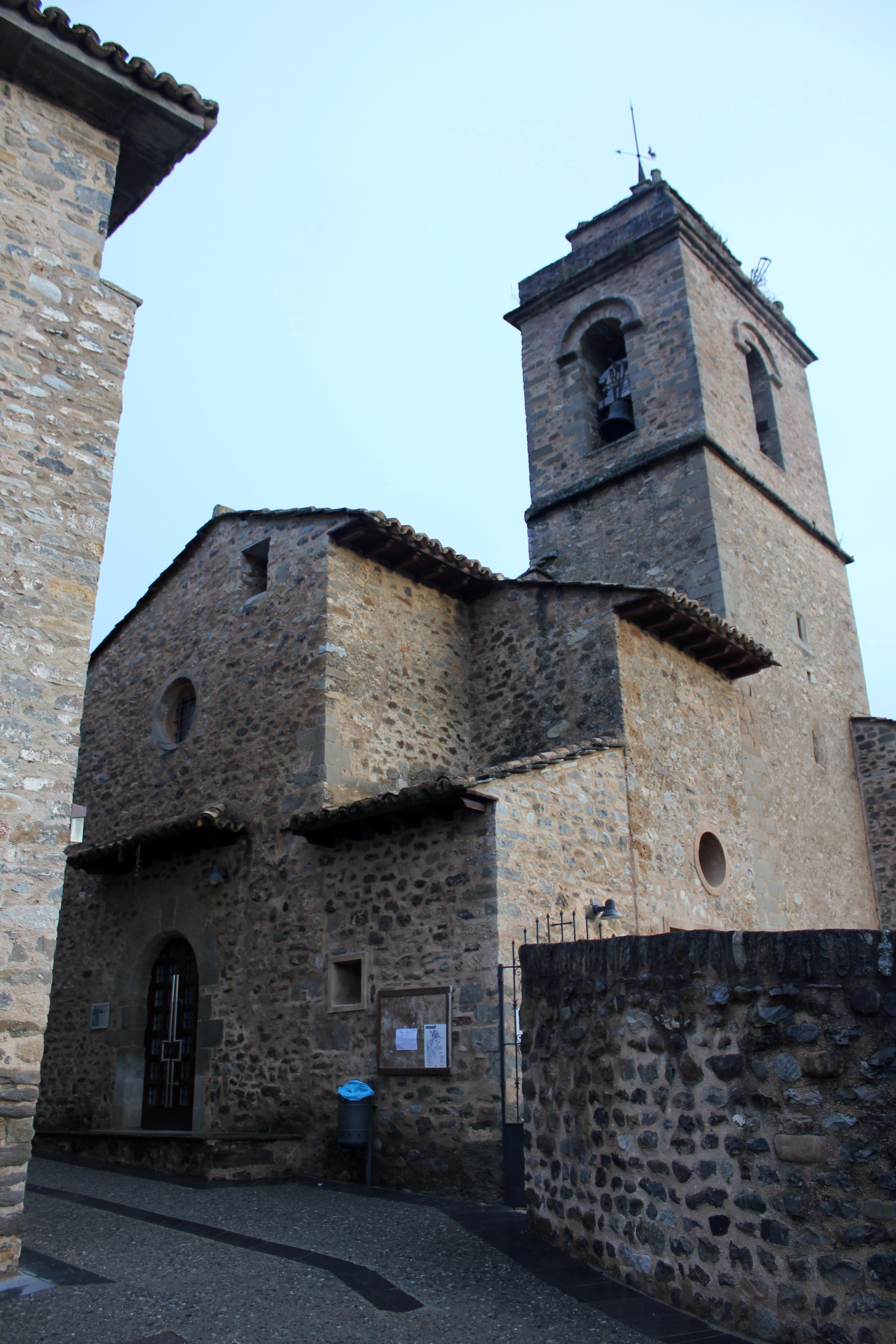
Kirche

- Pfarrkirche Iglesia de la Asunción, erbaut im 16. Jahrhundert (Bien de Interés Cultural)
- Kapelle Virgen del Pilar (Bien de Interés Cultural)
- Palast (Bien de Interés Cultural)
- Ruine der romanischen Ermita San Salvador